# 24 uur van Le Mans 2003

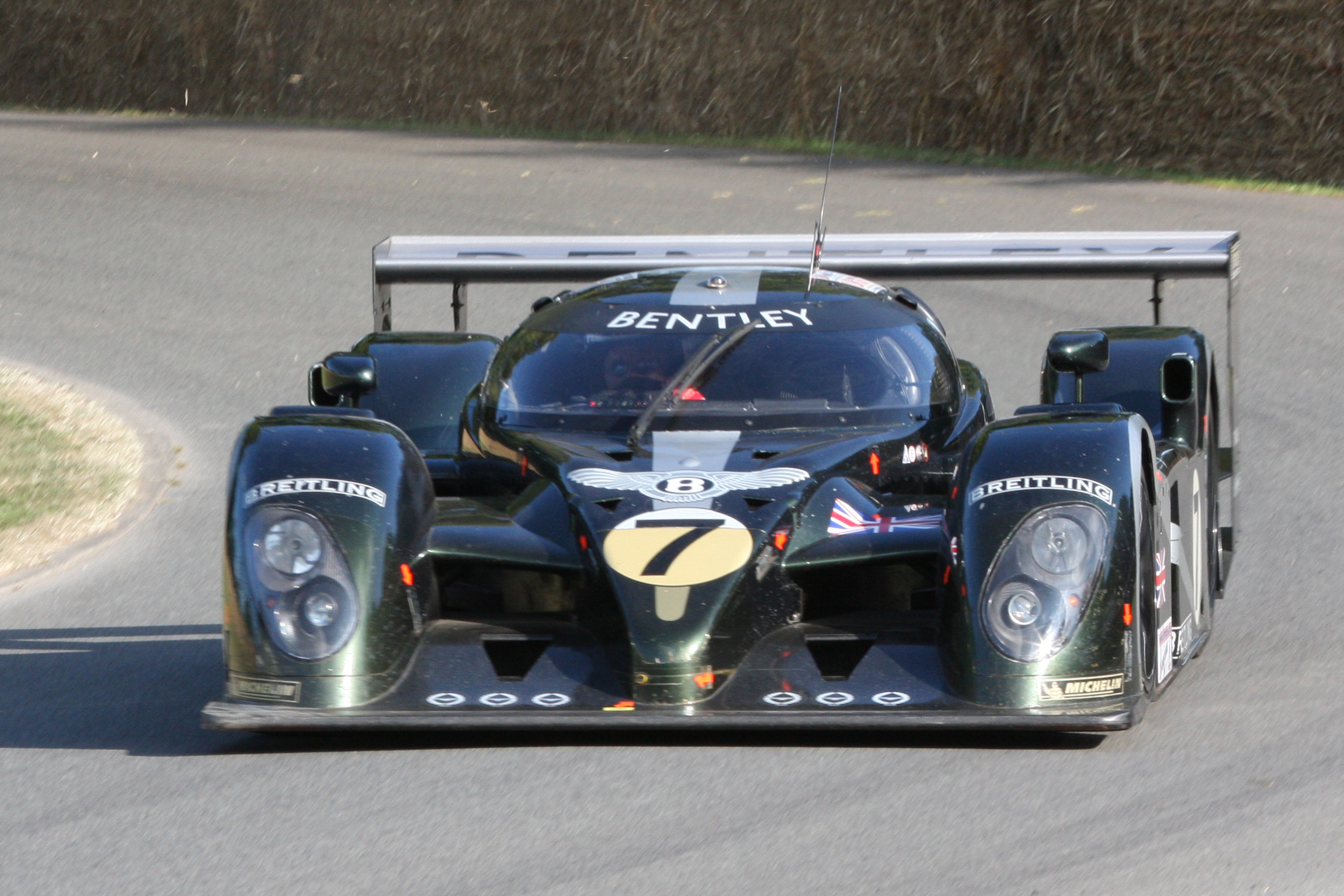
De winnende auto: de Bentley Speed 8 #7.

De 24 uur van Le Mans 2003 was de 71e editie van deze endurancerace. De race werd verreden op 14 en 15 juni 2003 op het Circuit de la Sarthe nabij Le Mans, Frankrijk.
De race werd gewonnen door de Team Bentley #7 van Rinaldo Capello, Tom Kristensen en Guy Smith. Voor Capello en Smith was het hun eerste overwinning, terwijl Kristensen zijn vijfde Le Mans-zege behaalde, waaronder de laatste vier op een rij. De LMP900-klasse werd gewonnen door de Champion Racing #6 van JJ Lehto, Emanuele Pirro en Stefan Johansson. De LMP675-klasse werd gewonnen door de Noël del Bello Racing #29 van Jean-Luc Maury-Laribière, Christophe Pillon en Didier André. De GTS-klasse werd gewonnen door de Veloqx Prodrive Racing #88 van Tomáš Enge, Peter Kox en Jamie Davies. De GT-klasse werd gewonnen door de Alex Job Racing #93 van Sascha Maassen, Emmanuel Collard en Lucas Luhr.

## Race
Winnaars in hun klasse zijn vetgedrukt. Auto's die minder dan 70% van de afstand van de winnaar (264 ronden) hadden afgelegd en auto's die de laatste ronde niet waren gefinisht, werden niet geklasseerd.
| Pos. | Klasse | No. | Team                                    | Coureurs                                                  | Chassis                                  | Banden | Ronden |
| Pos. | Klasse | No. | Team                                    | Coureurs                                                  | Motor                                    | Banden | Ronden |
| ---- | ------ | --- | --------------------------------------- | --------------------------------------------------------- | ---------------------------------------- | ------ | ------ |
| 1    | LMGTP  | 7   | Team Bentley                            | Rinaldo Capello Tom Kristensen Guy Smith                  | Bentley Speed 8                          | M      | 377    |
| 1    | LMGTP  | 7   | Team Bentley                            | Rinaldo Capello Tom Kristensen Guy Smith                  | Bentley 4.0L Turbo V8                    | M      | 377    |
| 2    | LMGTP  | 8   | Team Bentley                            | Mark Blundell David Brabham Johnny Herbert                | Bentley Speed 8                          | M      | 375    |
| 2    | LMGTP  | 8   | Team Bentley                            | Mark Blundell David Brabham Johnny Herbert                | Bentley 4.0L Turbo V8                    | M      | 375    |
| 3    | LMP900 | 6   | Champion Racing                         | JJ Lehto Emanuele Pirro Stefan Johansson                  | Audi R8                                  | M      | 372    |
| 3    | LMP900 | 6   | Champion Racing                         | JJ Lehto Emanuele Pirro Stefan Johansson                  | Audi 3.6L Turbo V8                       | M      | 372    |
| 4    | LMP900 | 5   | Audi Sport Japan Team Goh               | Seiji Ara Jan Magnussen Marco Werner                      | Audi R8                                  | M      | 370    |
| 4    | LMP900 | 5   | Audi Sport Japan Team Goh               | Seiji Ara Jan Magnussen Marco Werner                      | Audi 3.6L Turbo V8                       | M      | 370    |
| 5    | LMP900 | 11  | JML Team Panoz                          | Olivier Beretta Gunnar Jeannette Max Papis                | Panoz LMP01 Evo                          | M      | 360    |
| 5    | LMP900 | 11  | JML Team Panoz                          | Olivier Beretta Gunnar Jeannette Max Papis                | Élan 6L8 6.0L V8                         | M      | 360    |
| 6    | LMP900 | 15  | Racing for Holland                      | Jan Lammers John Bosch Andy Wallace                       | Dome S101                                | M      | 360    |
| 6    | LMP900 | 15  | Racing for Holland                      | Jan Lammers John Bosch Andy Wallace                       | Judd GV4 4.0L V10                        | M      | 360    |
| 7    | LMP900 | 13  | Courage Compétition                     | Jonathan Cochet Stéphan Grégoire Jean-Marc Gounon         | Courage C60                              | M      | 360    |
| 7    | LMP900 | 13  | Courage Compétition                     | Jonathan Cochet Stéphan Grégoire Jean-Marc Gounon         | Judd GV4 4.0L V10                        | M      | 360    |
| 8    | LMP900 | 17  | Pescarolo Sport                         | Jean-Christophe Boullion Franck Lagorce Stéphane Sarrazin | Courage C60                              | M      | 356    |
| 8    | LMP900 | 17  | Pescarolo Sport                         | Jean-Christophe Boullion Franck Lagorce Stéphane Sarrazin | Peugeot 3.2L Turbo V6                    | M      | 356    |
| 9    | LMP900 | 18  | Pescarolo Sport                         | Éric Hélary Nicolas Minassian Soheil Ayari                | Courage C60                              | M      | 352    |
| 9    | LMP900 | 18  | Pescarolo Sport                         | Éric Hélary Nicolas Minassian Soheil Ayari                | Peugeot 3.2L Turbo V6                    | M      | 352    |
| 10   | GTS    | 88  | Veloqx Prodrive Racing                  | Tomáš Enge Peter Kox Jamie Davies                         | Ferrari 550-GTS Maranello                | M      | 336    |
| 10   | GTS    | 88  | Veloqx Prodrive Racing                  | Tomáš Enge Peter Kox Jamie Davies                         | Ferrari F133 5.9L V12                    | M      | 336    |
| 11   | GTS    | 50  | Corvette Racing                         | Oliver Gavin Kelly Collins Andy Pilgrim                   | Chevrolet Corvette C5-R                  | G      | 326    |
| 11   | GTS    | 50  | Corvette Racing                         | Oliver Gavin Kelly Collins Andy Pilgrim                   | Chevrolet 7.0L V8                        | G      | 326    |
| 12   | GTS    | 53  | Corvette Racing                         | Ron Fellows Johnny O'Connell Franck Fréon                 | Chevrolet Corvette C5-R                  | G      | 326    |
| 12   | GTS    | 53  | Corvette Racing                         | Ron Fellows Johnny O'Connell Franck Fréon                 | Chevrolet 7.0L V8                        | G      | 326    |
| 13   | LMP900 | 9   | Kondo Racing                            | Masahiko Kondō Ukyo Katayama Ryo Fukuda                   | Dome S101                                | Y      | 322    |
| 13   | LMP900 | 9   | Kondo Racing                            | Masahiko Kondō Ukyo Katayama Ryo Fukuda                   | Mugen MF408S 4.0L V8                     | Y      | 322    |
| 14   | GT     | 93  | Alex Job Racing Petersen Motorsports    | Sascha Maassen Emmanuel Collard Lucas Luhr                | Porsche 911 GT3-RS                       | M      | 320    |
| 14   | GT     | 93  | Alex Job Racing Petersen Motorsports    | Sascha Maassen Emmanuel Collard Lucas Luhr                | Porsche 3.6L Flat-6                      | M      | 320    |
| 15   | LMP675 | 29  | Noël del Bello Racing                   | Jean-Luc Maury-Laribière Christophe Pillon Didier André   | Reynard 2KQ-LM                           | M      | 319    |
| 15   | LMP675 | 29  | Noël del Bello Racing                   | Jean-Luc Maury-Laribière Christophe Pillon Didier André   | Volkswagen HPT16 2.0L Turbo I4           | M      | 319    |
| 16   | GTS    | 86  | Larbre Compétition                      | Patrice Goueslard Christophe Bouchut Steve Zacchia        | Chrysler Viper GTS-R                     | M      | 317    |
| 16   | GTS    | 86  | Larbre Compétition                      | Patrice Goueslard Christophe Bouchut Steve Zacchia        | Chrysler 8.0L V10                        | M      | 317    |
| 17   | GT     | 87  | Orbit Racing                            | Leo Hindery Peter Baron Marc Lieb                         | Porsche 911 GT3-RS                       | M      | 314    |
| 17   | GT     | 87  | Orbit Racing                            | Leo Hindery Peter Baron Marc Lieb                         | Porsche 3.6L Flat-6                      | M      | 314    |
| 18   | GT     | 75  | Thierry Perrier Perspective Racing      | Michel Neugarten Nigel Smith Ian Khan                     | Porsche 911 GT3-RS                       | P      | 305    |
| 18   | GT     | 75  | Thierry Perrier Perspective Racing      | Michel Neugarten Nigel Smith Ian Khan                     | Porsche 3.6L Flat-6                      | P      | 305    |
| 19   | GT     | 77  | Team Taisan Advan                       | Atsushi Yogo Akira Iida Kazuyuki Nishizawa                | Porsche 911 GT3-RS                       | Y      | 304    |
| 19   | GT     | 77  | Team Taisan Advan                       | Atsushi Yogo Akira Iida Kazuyuki Nishizawa                | Porsche 3.6L Flat-6                      | Y      | 304    |
| 20   | GT     | 81  | The Racer's Group                       | Kevin Buckler Timo Bernhard Jörg Bergmeister              | Porsche 911 GT3-RS                       | M      | 304    |
| 20   | GT     | 81  | The Racer's Group                       | Kevin Buckler Timo Bernhard Jörg Bergmeister              | Porsche 3.6L Flat-6                      | M      | 304    |
| 21   | GTS    | 72  | Luc Alphand Aventures                   | Luc Alphand Jérôme Policand Frédéric Dor                  | Ferrari 550-GTS Maranello                | M      | 298    |
| 21   | GTS    | 72  | Luc Alphand Aventures                   | Luc Alphand Jérôme Policand Frédéric Dor                  | Ferrari F133 6.0L V12                    | M      | 298    |
| 22   | LMP675 | 26  | RN Motorsport Ltd.                      | John Nielsen Hayanari Shimoda Casper Elgaard              | DBA4 03S                                 | D      | 288    |
| 22   | LMP675 | 26  | RN Motorsport Ltd.                      | John Nielsen Hayanari Shimoda Casper Elgaard              | Zytek ZG348 3.4L V8                      | D      | 288    |
| 23   | GT     | 78  | PK Sport, Ltd.                          | Robin Liddell David Warnock Piers Masarati                | Porsche 911 GT3-RS                       | P      | 285    |
| 23   | GT     | 78  | PK Sport, Ltd.                          | Robin Liddell David Warnock Piers Masarati                | Porsche 3.6L Flat-6                      | P      | 285    |
| 24   | LMP900 | 19  | Automotive Durango SRL                  | Sylvain Boulay Michele Rugolo Jean-Bernard Bouvet         | Durango LMP1                             | D      | 277    |
| 24   | LMP900 | 19  | Automotive Durango SRL                  | Sylvain Boulay Michele Rugolo Jean-Bernard Bouvet         | Judd GV4 4.0L V10                        | D      | 277    |
| 25   | GT     | 70  | JMB Racing                              | David Terrien Fabrizio de Simone Fabio Babini             | Ferrari 360 Modena GT                    | P      | 273    |
| 25   | GT     | 70  | JMB Racing                              | David Terrien Fabrizio de Simone Fabio Babini             | Ferrari F131 3.6L V8                     | P      | 273    |
| 26   | GT     | 94  | Risi Competizione                       | Anthony Lazzaro Ralf Kelleners Terry Borcheller           | Ferrari 360 Modena GT                    | M      | 269    |
| 26   | GT     | 94  | Risi Competizione                       | Anthony Lazzaro Ralf Kelleners Terry Borcheller           | Ferrari F131 3.6L V8                     | M      | 269    |
| 27   | GT     | 84  | T2M Motorsport                          | Vanina Ickx Roland Bervillé Patrick Bourdais              | Porsche 911 GT3-RS                       | M      | 264    |
| 27   | GT     | 84  | T2M Motorsport                          | Vanina Ickx Roland Bervillé Patrick Bourdais              | Porsche 3.6L Flat-6                      | M      | 264    |
| NC   | GTS    | 64  | Graham Nash Motorsport Ray Mallock Ltd. | Pedro Matos Chaves Thomas Erdos Mike Newton               | Saleen S7-R                              | D      | 292    |
| NC   | GTS    | 64  | Graham Nash Motorsport Ray Mallock Ltd. | Pedro Matos Chaves Thomas Erdos Mike Newton               | Ford 7.0L V8                             | D      | 292    |
| NC   | GT     | 85  | ST Team Orange Spyker                   | Norman Simon Tom Coronel Hans Hugenholtz jr.              | Spyker C8 Double-12R                     | D      | 229    |
| NC   | GT     | 85  | ST Team Orange Spyker                   | Norman Simon Tom Coronel Hans Hugenholtz jr.              | Audi 4.0L V8                             | D      | 229    |
| NC   | LMP675 | 24  | Rachel Welter                           | Yojiro Terada Olivier Porta Gavin Pickering               | WR LMP01                                 | M      | 235    |
| NC   | LMP675 | 24  | Rachel Welter                           | Yojiro Terada Olivier Porta Gavin Pickering               | Peugeot 2.0L Turbo I4                    | M      | 235    |
| DNF  | LMP900 | 16  | Racing for Holland                      | Felipe Ortiz Beppe Gabbiani Tristan Gommendy              | Dome S101                                | M      | 316    |
| DNF  | LMP900 | 16  | Racing for Holland                      | Felipe Ortiz Beppe Gabbiani Tristan Gommendy              | Judd GV4 4.0L V10                        | M      | 316    |
| DNF  | LMP900 | 12  | JML Team Panoz                          | Benjamin Leuenberger David Saelens Scott Maxwell          | Panoz LMP01 Evo                          | M      | 233    |
| DNF  | LMP900 | 12  | JML Team Panoz                          | Benjamin Leuenberger David Saelens Scott Maxwell          | Élan 6L8 6.0L V8                         | M      | 233    |
| DNF  | GTS    | 68  | Scorp Motorsport Communication          | Luis Marques Olivier Thévenin Denis Dupuis                | Chrysler Viper GTS-R                     | D      | 229    |
| DNF  | GTS    | 68  | Scorp Motorsport Communication          | Luis Marques Olivier Thévenin Denis Dupuis                | Chrysler 8.0L V10                        | D      | 229    |
| DNF  | GT     | 99  | XL Racing                               | Ange Barde Michel Ferté Gaël Lasoudier                    | Ferrari 550 Maranello                    | P      | 227    |
| DNF  | GT     | 99  | XL Racing                               | Ange Barde Michel Ferté Gaël Lasoudier                    | Ferrari F131 5.5L V12                    | P      | 227    |
| DNF  | LMP900 | 4   | Riley & Scott Racing                    | Jim Matthews Marc Goossens Christophe Tinseau             | Riley & Scott Mk III C                   | M      | 214    |
| DNF  | LMP900 | 4   | Riley & Scott Racing                    | Jim Matthews Marc Goossens Christophe Tinseau             | Ford (Yates) 6.0L V8                     | M      | 214    |
| DNF  | LMP675 | 25  | Gerard Welter                           | Bastien Brière Jean-René de Fournoux Stéphane Daoudi      | WR LMP02                                 | M      | 176    |
| DNF  | LMP675 | 25  | Gerard Welter                           | Bastien Brière Jean-René de Fournoux Stéphane Daoudi      | Peugeot 3.0L V6                          | M      | 176    |
| DNF  | GTS    | 80  | Veloqx Prodrive Racing                  | Anthony Davidson Kelvin Burt Darren Turner                | Ferrari 550-GTS Maranello                | M      | 176    |
| DNF  | GTS    | 80  | Veloqx Prodrive Racing                  | Anthony Davidson Kelvin Burt Darren Turner                | Ferrari F131 5.9L V12                    | M      | 176    |
| DNF  | LMP900 | 14  | Team Nasamax McNeil Engineering         | Romain Dumas Robbie Sterling Werner Lupberger             | Reynard 01Q                              | G      | 138    |
| DNF  | LMP900 | 14  | Team Nasamax McNeil Engineering         | Romain Dumas Robbie Sterling Werner Lupberger             | Cosworth XDE 2.7L Turbo V8 (Bio-ethanol) | G      | 138    |
| DNF  | GT     | 95  | Risi Competizione                       | Shane Lewis Butch Leitzinger Johnny Mowlem                | Ferrari 360 Modena GT                    | Y      | 138    |
| DNF  | GT     | 95  | Risi Competizione                       | Shane Lewis Butch Leitzinger Johnny Mowlem                | Ferrari F133 3.6L V8                     | Y      | 138    |
| DNF  | GT     | 83  | Seikel Motorsport                       | Anthony Burgess David Shep Andrew Bagnall                 | Porsche 911 GT3-RS                       | Y      | 134    |
| DNF  | GT     | 83  | Seikel Motorsport                       | Anthony Burgess David Shep Andrew Bagnall                 | Porsche 3.6L Flat-6                      | Y      | 134    |
| DNF  | LMP675 | 27  | Intersport Racing                       | Jon Field Duncan Dayton Rick Sutherland                   | MG-Lola EX257                            | G      | 107    |
| DNF  | LMP675 | 27  | Intersport Racing                       | Jon Field Duncan Dayton Rick Sutherland                   | MG (AER) XP20 2.0L Turbo I4              | G      | 107    |
| DNF  | GT     | 92  | DeWalt Racesports Salisbury             | Mike Jordan Michael Caine Tim Sugden                      | TVR Tuscan T400R                         | D      | 93     |
| DNF  | GT     | 92  | DeWalt Racesports Salisbury             | Mike Jordan Michael Caine Tim Sugden                      | TVR Speed Six 4.0L I6                    | D      | 93     |
| DNF  | GTS    | 66  | Konrad Motorsport                       | Franz Konrad Toni Seiler Walter Brun                      | Saleen S7-R                              | D      | 91     |
| DNF  | GTS    | 66  | Konrad Motorsport                       | Franz Konrad Toni Seiler Walter Brun                      | Ford 7.0L V8                             | D      | 91     |
| DNF  | LMP900 | 21  | Edouard Sezionale                       | Patrice Roussel Edouard Sezionale Lucas Lasserre          | Norma M2000-2                            | D      | 82     |
| DNF  | LMP900 | 21  | Edouard Sezionale                       | Patrice Roussel Edouard Sezionale Lucas Lasserre          | Ford (Roush) 6.0L V8                     | D      | 82     |
| DNF  | LMP675 | 31  | Courage Compétition                     | David Hallyday Philippe Alliot Carl Rosenblad             | Courage C65                              | M      | 41     |
| DNF  | LMP675 | 31  | Courage Compétition                     | David Hallyday Philippe Alliot Carl Rosenblad             | JPX 3.4L V6                              | M      | 41     |
| DNF  | LMP900 | 10  | Audi Sport UK Arena Motorsport          | Frank Biela Perry McCarthy Mika Salo                      | Audi R8                                  | M      | 28     |
| DNF  | LMP900 | 10  | Audi Sport UK Arena Motorsport          | Frank Biela Perry McCarthy Mika Salo                      | Audi 3.6L Turbo V8                       | M      | 28     |
| DNF  | LMP675 | 23  | Team Bucknum Racing                     | Jeff Bucknum Bryan Willman Chris McMurry                  | Pilbeam MP91                             | D      | 27     |
| DNF  | LMP675 | 23  | Team Bucknum Racing                     | Jeff Bucknum Bryan Willman Chris McMurry                  | JPX 3.4L V6                              | D      | 27     |
| DNF  | GT     | 91  | DeWalt Racesport Salisbury              | Rob Barff Richard Hay Richard Stanton                     | TVR Tuscan T400R                         | D      | 11     |
| DNF  | GT     | 91  | DeWalt Racesport Salisbury              | Rob Barff Richard Hay Richard Stanton                     | TVR Speed Six 4.0L I6                    | D      | 11     |
| DNF  | GTS    | 61  | Carsport America                        | Mike Hezemans Anthony Kumpen David Hart                   | Pagani Zonda GR                          | P      | 10     |
| DNF  | GTS    | 61  | Carsport America                        | Mike Hezemans Anthony Kumpen David Hart                   | Mercedes-Benz AMG 6.0L V12               | P      | 10     |
| DNS  | LMP900 | 20  | Lister Racing                           | Jamie Campbell-Walter Nathan Kinch Vincent Vosse          | Lister Storm LMP                         | D      | 0      |
| DNS  | LMP900 | 20  | Lister Racing                           | Jamie Campbell-Walter Nathan Kinch Vincent Vosse          | Chevrolet LS1 6.0L V8                    | D      | 0      |

1923 · 1924 · 1925 · 1926 · 1927 · 1928 · 1929 · 1930 · 1931 · 1932 · 1933 · 1934 · 1935 · 1936 · 1937 · 1938 · 1939 · 1940 - 1948 · 1949 · 1950 · 1951 · 1952 · 1953 · 1954 · 1955 (Ramp) · 1956 · 1957 · 1958 · 1959 · 1960 · 1961 · 1962 · 1963 · 1964 · 1965 · 1966 · 1967 · 1968 · 1969 · 1970 · 1971 · 1972 · 1973 · 1974 · 1975 · 1976 · 1977 · 1978 · 1979 · 1980 · 1981 · 1982 · 1983 · 1984 · 1985 · 1986 · 1987 · 1988 · 1989 · 1990 · 1991 · 1992 · 1993 · 1994 · 1995 · 1996 · 1997 · 1998 · 1999 · 2000 · 2001 · 2002 · 2003 · 2004 · 2005 · 2006 · 2007 · 2008 · 2009 · 2010 · 2011 · 2012 · 2013 · 2014 · 2015 · 2016 · 2017 · 2018 · 2019 · 2020 · 2021 · 2022 · 2023 · 2024